# Pfarrkirche St. Wolfgang bei Obdach

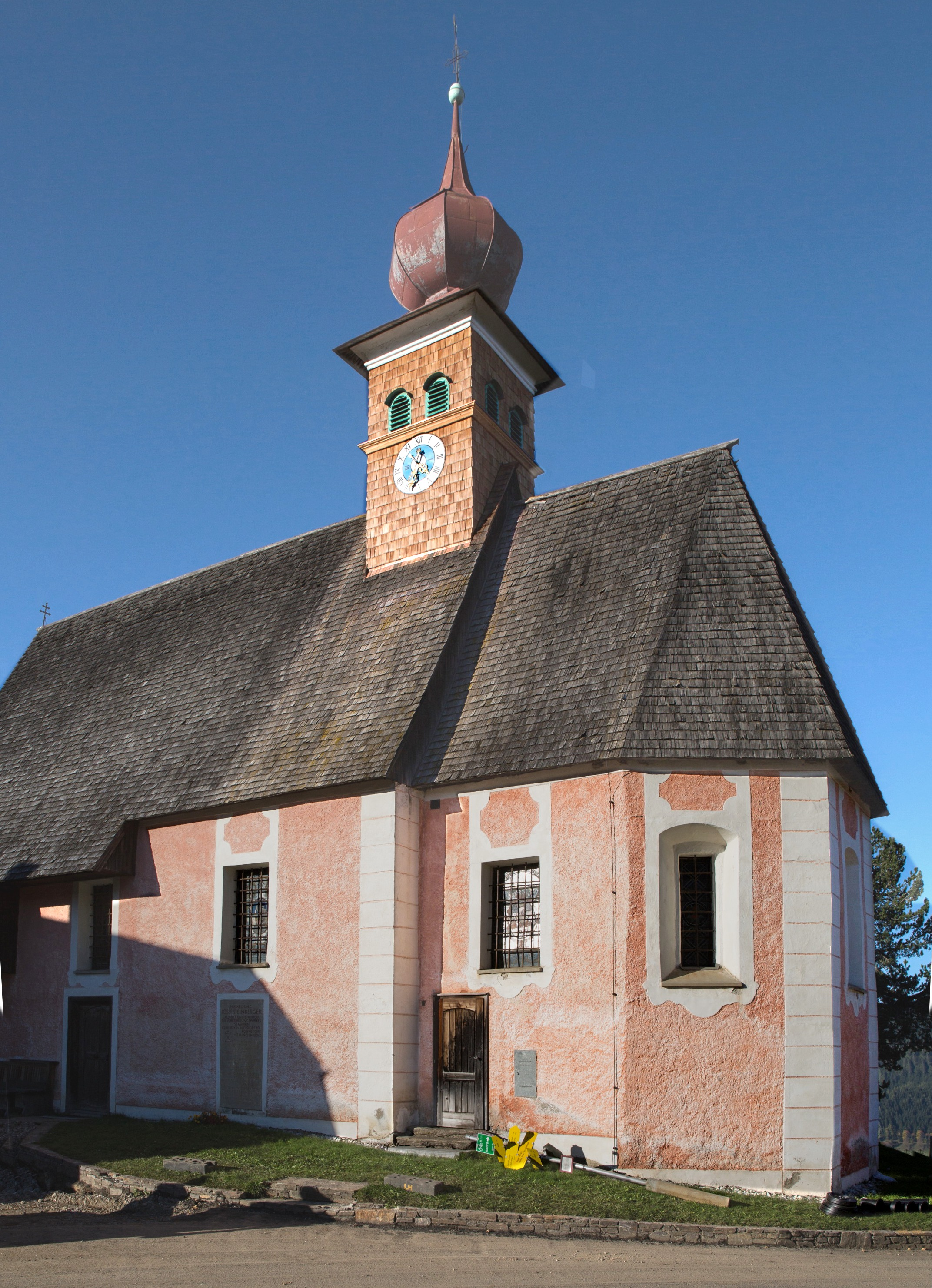
Katholische Pfarrkirche hl. Wolfgang in Mönchegg

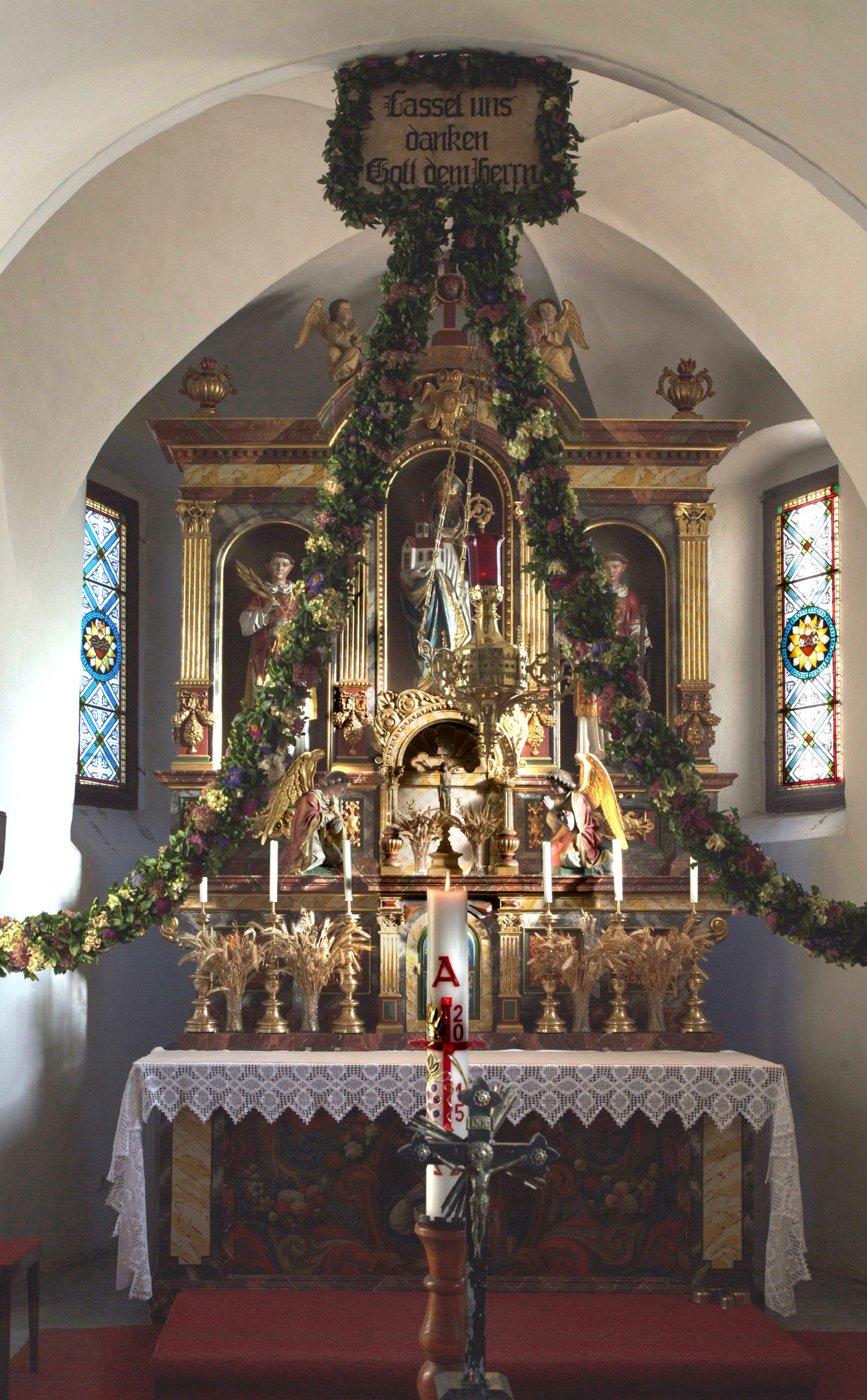
Chor, Blick zum Hochaltar

Die römisch-katholische Pfarrkirche St. Wolfgang bei Obdach steht in der Ortschaft Mönchegg in der Marktgemeinde Obdach im Bezirk Murtal in der Steiermark. Die dem Patrozinium des heiligen Wolfgang von Regensburg unterstellte Pfarrkirche gehört zur Region Obersteiermark West (Dekanat Judenburg) in der Diözese Graz-Seckau. Die Kirche und der Friedhof stehen unter Denkmalschutz (Listeneintrag).

## Geschichte
Urkundlich wurde 1612 die Filialkirche der Pfarrkirche Obdach genannt. Die Pfarre wurde 1787 gegründet. Im Jahr 1974 war eine Restaurierung.
Während der Chor noch spätgotisch ist, entstand das Langhaus im 16. Jahrhundert.

## Architektur
An der Nordseite der Kirche schließt ein längsrechteckiger Friedhof mit vier Initienkapellen an.
Die Westfront ist mit Putz-Doppelpilastern gegliedert. Am Ostende des Satteldachs des Langhauses sitzt ein Dachreiter mit Zwiebelhelm; die Dächer und die Fassade des Dachreiters sind mit Holzschindeln gedeckt.
Die Kirche zeigt innen ein dreijochiges Langhaus unter flachen Platzlgewölben auf Gurten, die auf im unteren Bereich gekappten Wandpilastern ruhen. Der Stuck an den Gewölben und um die Fenster entstand im späten 18. Jahrhundert. Der eingezogene, um eine Stufe erhöhte Chor mit einem Fünfachtelschluss hat ein Gratgewölbe. Die barocke Westempore hat eine geschwungene Brüstung.
Die Glasmalereien im Langhaus schuf der Maler F. Franz 1957.
Eine Glocke entstand 1666.

## Einrichtung
Der Neorenaissance-Hochaltar aus der Zeit um 1900 hat ein gemaltes Antependium Hl. Wolfgang von etwa 1700. Die barocken Seitenaltäre haben gedrehte Säulen mit Weinranken. Der linke Seitenaltar mit der Figur des hl. Nikolaus ist von 1700. Der rechte Seitenaltar trägt die Figurengruppe Anna selbdritt.

## Grabdenkmal
Ein Votivbild mit einem nicht mehr vorhandenen Kruzifix zeigt die Kniefigur Georg Graf Nagarol 1593.